# Magnete (figlio di Argo)
Magnete  (in greco antico: Μάγνης?, Mágnēs) è un personaggio della mitologia greca.

## Genealogia
Figlio di Argeo e di Perimela, ebbe dalla musa Calliope il figlio Imene.

## Mitologia
Ospitò il dio Apollo per lungo tempo poiché si era innamorato del figlio Imene.
Antonino Liberale scrive che l'eponimo della Magnesia sia questo personaggio, mentre secondo Esiodo sarebbe invece un altro Magnete.